# Marie-Humbert Vicaire
Marie-Humbert Vicaire, de nom de naixement Paul Vicaire (23 de desembre de 1906 - † 2 d'octubre de 1993) fou un frare dominic francès, historiador de Sant Domènec de Guzman, de l'Orde de Predicadors i de la vida religiosa a l'edat medieval, sobretot de les heretgies.
Fou alumne de Pierre Mandonnet, i el succeí com a professor d'història de l'Església a la Facultat de Teologia de la Universitat de Friburg (Suïssa). El 1965, amb el canonge Étienne Delaruelle, creà els col·loquis de Fanjeaux, les actes dels quals es publicaren d'ençà el 1966 a la sèrie de Cahiers de Fanjeaux.

## Obres
- Histoire de saint Dominique, París 1957
- Dominique et ses prêcheurs, París 1977